# Heteragrion pemon
Heteragrion pemon – gatunek ważki z rodziny Heteragrionidae. Występuje na terenie Ameryki Południowej.